# Live Apocalypse
Live Apocalypse este un dublu DVD al trupei suedeze de death metal melodic Arch Enemy, lansat în 2006. Este primul produs DVD al trupei și conține un concert complet, înregistrat în sala London Forum din Londra, precum și câteva extrase. A fost lansat pe 24 iulie în Europa, 26 iulie în Japonia și 8 august în Statele Unite.
Discul a fost înregistrat pe DVD-9 (DVD dublu-strat). Producția conține peste trei ore de înregistrări, un concert complet, videoclipuri, interviuri și altele.

## Discul 1

### London Forum (17 decembrie 2004)
1. "Tear Down the Walls / Intro"
2. "Enemy Within"
3. "Silent Wars"
4. "Burning Angel"
5. "Dead Eyes See No Future"
6. "Dead Bury Their Dead"
7. "Bury Me An Angel"
8. "Drum Solo"
9. "Instinct"
10. "Savage Messiah"
11. "The First Deadly Sin"
12. "The Immortal"
13. "Bridge Of Destiny"
14. "We Will Rise"
15. "Heart Of Darkness"
16. "Snowbound"
17. "Ravenous"
18. "Fields Of Desolation / Outro"
19. "Marching On A Dead End Road" (tape)

### Manchester Academy 2 (13 decembrie 2005)
1. "Nemesis"
2. "My Apocalypse"
3. "Skeleton Dance"

## Discul 2

### Prezentări speciale
1. Mini film "UK Tour 2005"
2. "Tour! Tour! Tour!" - Filmul turneului (realizat de Frédéric Maujoin[2])
3. Interviuri și scene de la filmările pentru "My Apocalypse"
4. "Gear Talk" - Prezentarea echipamentului trupei
5. Slideshow
6. Meniuri interactive

### Videoclipuri promoționale
1. "Ravenous"
2. "We Will Rise"
3. "Nemesis" (Bonus - variantă care include montajul original al regizorului)
4. "My Apocalypse"

### Piese înregistrate cu unghiuri multiple
Selecțiuni din concertul de la London Forum.

## Componența trupei

### Concertul de la London Forum
- Angela Gossow - Voce
- Michael Amott - Chitară
- Christopher Amott - Chitară
- Sharlee D'Angelo − Bas
- Daniel Erlandsson − Tobe

### Concertul de la Manchester Academy
- Angela Gossow - Voce
- Michael Amott - Chitară
- Fredrik Åkesson - Chitară
- Sharlee D'Angelo - Bas
- Daniel Erlandsson - Tobe

## Specificații tehnice
- Studio: Century Media
- Aspect Ratio: 16:9 Widescreen
- Format: Color, DVD-Video, Live, NTSC
- Limbaj audio: engleză
- Format audio: Dolby 2.0 Stereo / Dolby 5.1 / DTS 5.1